# 凯蒂·布里特
凯蒂·伊丽莎白·布里特（英語：Katie Elizabeth Britt，1982年2月2日—），出生姓博伊德（Boyd），生于美国亚拉巴马州恩特普赖斯，美国政治人物、律师和商人，现任阿拉巴马州联邦参议员。她曾在2018年至2021年担任阿拉巴马州商业委员会的主席和首席执行官，并在2016年至2018年担任参议员理查·謝爾比的办公室主任。布里特在2022年中赢得了阿拉巴马州的参议员选举，并将于2023年1月上任。布里特是第一位从阿拉巴马州当选美国参议院议员的女性，也是当选参议员的最年轻的共和党女性。

## 早年生活與教育
凱蒂·伊麗莎白·博伊德于1982年2月2日出生在阿拉巴马州恩特普赖斯，父亲是朱利安·博伊德（Julian Boyd），母亲是黛布拉·博伊德（Debra Boyd）。年轻时，她曾在家族企业工作。她的家住在阿拉巴马州戴尔县的鲁克尔堡（原拉克堡）附近。她的父亲开了一家五金店，后来又开了一家船行；她的母亲开了一家舞蹈工作室。布里特毕业于恩特普賴斯高中，曾是啦啦队长和告别演说者。2000年毕业后，她进入阿拉巴马大学学习政治学。她当选为该校学生会主席，并于2004年毕业，获得理学学士学位。之后，她进入阿拉巴马大学法学院学习，并于2013年毕业，获得法学博士学位。

## 法律和公共事务事業
从阿拉巴马大学毕业后，布里特于2004年5月加入美国参议员理查德·谢尔比的幕僚团队，担任副新闻秘书。并在之後晉升为新闻秘书。2007年，布里特离开谢尔比的幕僚团队，担任阿拉巴马大学校长罗伯特·威特（Robert Witt）的特别助理。在阿拉巴马大学法学院，她参加了税务模拟法庭。
法学院毕业后，布里特先在伯明翰的约翰斯顿·巴顿普罗克特罗斯律师事务所（Johnston Barton Proctor & Rose LLP）工作。2014年3月该公司关闭后，布里特和17名前员工加入了巴特勒-斯诺律师事务所（Butler Snow LLP）的伯明翰办事处。她创办了该事务所的政府事务部门。2015年11月，布里特向巴特勒-斯诺律师事务所请假，重返谢尔比的幕僚队伍，担任其竞选连任活动的副经理兼传播总监。
2016年，谢尔比任命布里特为其幕僚长，并担任其司法提名工作组组长。2016年5月，《黄锤新闻》预测布里特是 “几年后掌管阿拉巴马州的人 ”之一。
2018年12月，布里特被选为阿拉巴马州商业理事会主席兼首席执行官，1月2日起生效，是领导该组织的首位女性。作为被《阿拉巴马日报》称为该州 “最具影响力的政治组织 ”之一的负责人，她重点关注通过税收激励措施促进劳动力和经济发展，并处理该州监狱系统和参与2020年美国人口普查的问题。在2020年COVID-19大流行期间，她领导了 “保持阿拉巴马州开放”（Keep Alabama Open）活动，通过避免停业和保持就业来自治商业事务。2021年4月，她当选为阿拉巴马州野生动物联合会董事会成员。2021年6月，布里特辞去了在阿拉巴马州商业委员会的职务，当时媒体猜测她将竞选美国参议院。

## 美國參議員生涯

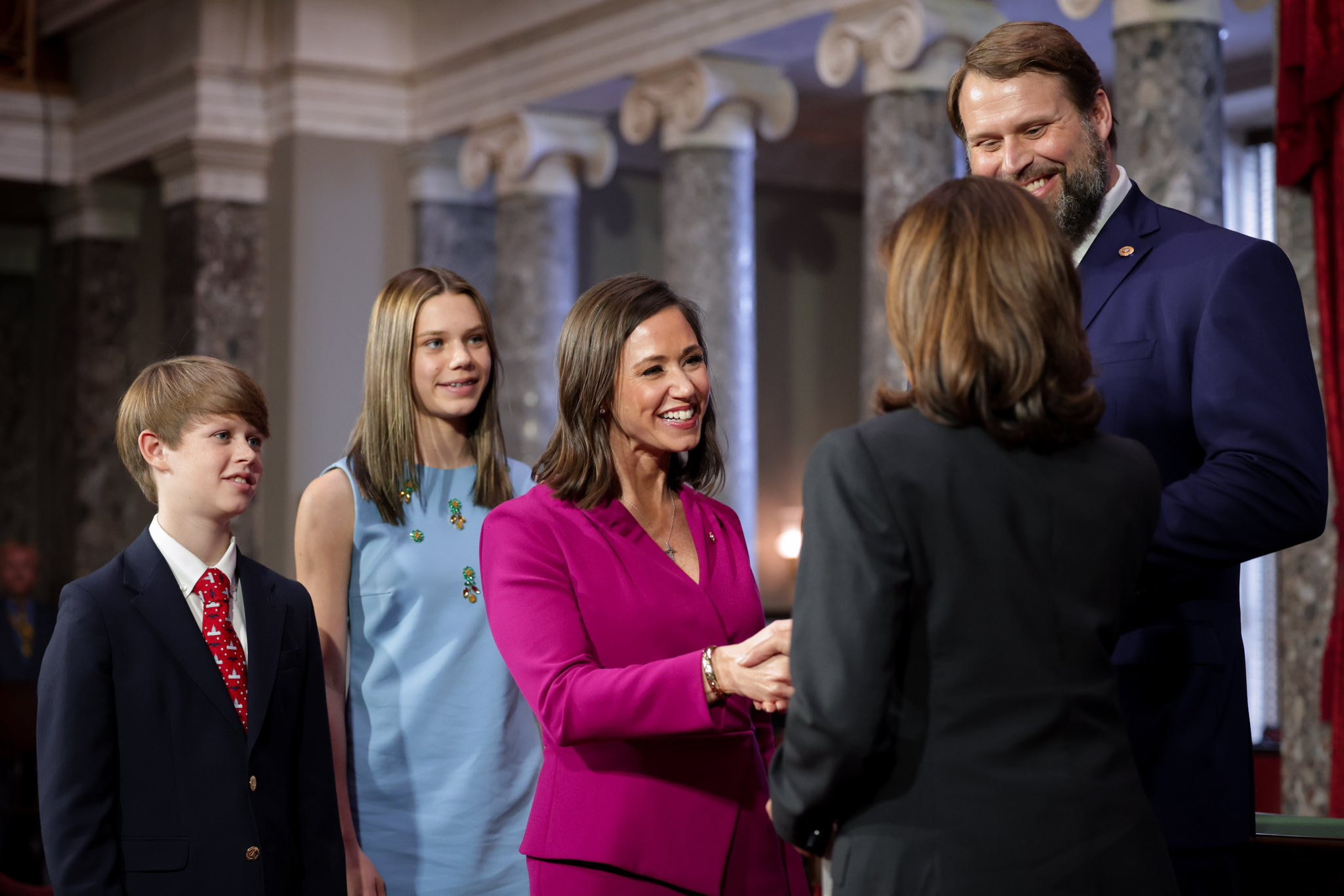
布麗特及其家人與副總統卡馬拉‧哈里斯出席就職典禮，2023年

### 2022年大選
2021年6月8日，布里特宣佈參加2022年阿拉巴馬州聯邦參議院選舉共和黨初選。她之前從未競選過公職，但隨著競選的進行，她的民調逐步攀升。
作為參議員候選人，布里特公開與前總統唐納·川普結盟。她對川普在2020年總統大選中的舞弊的不實宣稱表示信賴 。她在共和黨初選中晉級決選，對手是聯邦眾議員莫·布鲁克斯 。川普於2022年6月10日正式支持布里特，稱她為「無畏的美國優先戰士」。他先前已撤回對布魯克斯的背書。布里特在2022 年6月21日的決選中以63%的得票率擊敗布魯克斯。之後，她在11月8日的大選中輕易勝出。
贏得選舉後，布里特成為阿拉巴馬州第一位通過選舉當選的女性美國參議員（阿拉巴馬州之前的女性美國參議員都是被任命的），她也是共和黨最年輕的當選女性美國參議員，以及美國第二年輕的女性參議員（最年輕的是民主黨的布蘭琪·林肯）。

### 任期内
布里特於2023年1月3日正式就任。在第118屆美國國會領導人選舉之後，她沒有表示是否支持米奇·麥康奈爾或里克·斯科特成為參議院少數黨領袖。在上任之前，她在共和黨全國委員會新成立的共和黨顧問委員會被選為唯一的新任參議員。
布里特在美國參議院的第一次投票是反對拜登政府提名的國防部職位。在她上任的第一個月，她共同提出了八項法案，並兩次造訪墨西哥與美國邊境。她繼續造訪邊境，同時共同提出法案以遏止非法移民，並撥款興建邊境牆。
2023年2月，CoinDesk報導稱，布里特是阿拉巴馬州國會代表團的三位成員之一，他們與罗伯特·阿德霍尔特和加里·帕尔默一起從FTX（一家已解散的加密貨幣交易所）收到了錢。作為參議院撥款委員會的成員，布里特在2023年3月與其他22位參議員一起呼籲修訂美國憲法，要求每年達到平衡預算，同時也批評拜登政府的預算計劃。
2023年3月，在墨西哥執法部門佔領了總部設在伯明翰的Vulcan Materials Company擁有的金塔纳羅奧州港口之後，布里特與阿拉巴馬州國會代表團的其他成員一起就軍隊撤出進行談判。她稱這次接管是非法的，並在位於華盛頓的墨西哥駐美大使館與墨西哥官員會面，譴責在港口採取的行動。墨西哥人員最終在月底前撤出了港口。
喬治城大學公共政策學院 (McCourt School of Public Policy of Georgetown University) 2024年的一項研究將布里特評為2023年美國最沒有促進兩黨關係的參議員。

## 个人生活
凯蒂·布里特与前全国橄榄球联盟（NFL）球员韦斯利·布里特（Wesley Britt）结婚。两人在阿拉巴马大学时相识。他们住在阿拉巴马州蒙哥马利，有两个孩子。